# Декстер (Мисури)
Декстер (енгл. Dexter) град је у америчкој савезној држави Мисури.

## Демографија
По попису из 2010. године број становника је 7.864, што је 508 (6,9%) становника више него 2000. године.
| Група             | 2000.         | 2010.         |
| Белци             | 7.114 (96,7%) | 7.537 (95,8%) |
| Афроамериканци    | 11 (0,1%)     | 38 (0,5%)     |
| Азијати           | 13 (0,2%)     | 19 (0,2%)     |
| Хиспаноамериканци | 88 (1,2%)     | 148 (1,9%)    |
| Укупно            | 7.356         | 7.864         |